# تهدید کلیشه

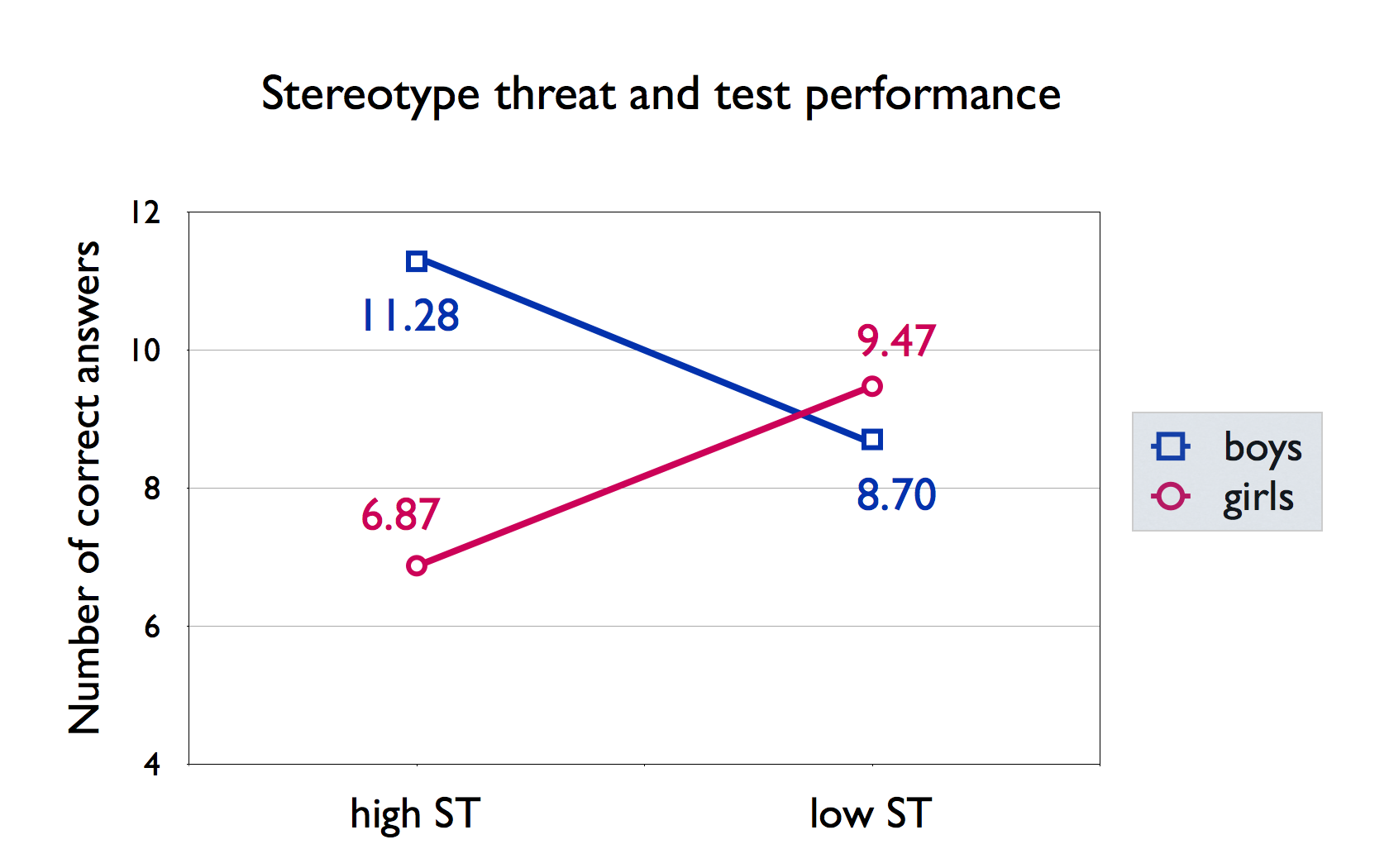
تأثیر تهدید کلیشه بر نتیجهٔ امتحان ریاضیات دختران و پسران. اطلاعات برگرفته از اوس‌بورن ۲۰۰۷.

تهدید کلیشه یا تهدید تفکر قالبی یا تهدید طرحواره ای (به انگلیسی: Stereotype threat)، اضطرابی است که فرد تجربه می‌کند وقتی ممکن است به خاطر تعلقش به یک گروه اجتماعی خاص با کلیشه‌هایی منفی قضاوت شود. از زمان مطرح شدنش در مطالعات دانشگاهی، این مبحث به صورت گسترده‌ای در حوزه روان‌شناسی اجتماعی مورد مطالعه قرار گرفته‌است. مطالعات نشان می‌دهد که اضطراب ناشی از تهدید کلیشه باعث کاهش عملکرد افرادی می‌شود که متعلق به گروه‌های کلیشه‌ای منفی هستند. به این صورت که اگر کلیشه‌های منفی در مورد یک گروه خاص وجود داشته باشد، اعضای آن گروه به احتمال زیاد دچار اضطراب در مورد عملکرد خود خواهند شد، و این ممکن است مانع بروز توانایی آن‌ها برای انجام کار به بهترین شکل خود شود. به عنوان مثال، تهدید کلیشه می‌تواند عملکرد فکری آمریکایی‌های آفریقایی تبار در آزمون استدلال س. ا. ت (امتحانی برای ورودی کالج در ایالات متحده) را کاهش دهد، به این دلیل کلیشه‌ای که آمریکایی‌های آفریقایی تبار از هوش کمتری نسبت به گروه‌های دیگر برخوردارند. نکته مهم این است که برای اینکه اثرات تهدید کلیشه روی شخصی گذاشته شود نیازی نیست آن شخص حتماً به آن کلیشه باور قلبی داشته باشد. نکته جالب دیگر اینکه، مکانیزم خاصی که توسط آن اضطراب (حاصل از فکر به اثر کلیشه) عملکرد را کاهش می‌دهد به وسیله تخلیه حافظه کاری شخص است، که به ویژه شامل قسمت‌های فونولوژیکال (واجی) حافظه کاری می‌شود.
تهدید کلیشه یکی از عوامل مؤثر بالقوه در شکاف دیرپای جنسیتی و نژادی در عملکرد تحصیلی است. این پدیده می‌تواند زمانی رخ دهد که کاری که فرد انجام می‌دهد در ارتباط نزدیکی است با کلیشه منفی ای که به او نسبت می‌دهند، چرا که اینگونه به نظر می‌رسد که تهدید کلیشه‌ای بیشتر از آنکه تابع ویژگی‌های شخصیتی انسان باشد، زاییده شرایط و موقعیت ایجاد شده‌است. بسیاری از افراد حداقل یک هویت اجتماعی دارند که شامل کلیشه‌ای منفی می‌شود، بنابراین بیشتر مردم نسبت به این پدیده آسیب پذیرند، به خصوص اگر در موقعیتی قرار بگیرند که مرتبط به آن کلیشه باشد. از جمله عواملی که می‌توانند اثر این نوع اضطراب را در افراد افزایش دهند، می‌توان به سخت بودن مسئله مطرح شده، قبول این که هدف این مسئله سنجش توانایی‌های آن‌ها است و همچنین میزان ارتباط مسئله با کلیشه مربوط به آن‌ها اشاره کرد. درجه بالاتری از این تأثیر را می‌توان تحت دو حالت دید: وقتی که فرد تمایل به انجام کاری را به بهترین نحو ممکن دارد یا زمانی که قویا به یک کلیشه منفی ارتباط داده می‌شود. به علاوه، زمانی که افراد انتظار آن را دارند که به دلیل انتساب خود به یک کلیشه منفی دچار تبعیض شوند، اثر این پدیده حتی می‌تواند بیشتر افزایش پیدا کنند. در صورتی که فرد به‌طور مکرر اضطراب ناشی از این کلیشه بندی‌ها را تجربه کند، می‌تواند وارد یک دور باطل از دست دادن اعتماد به نفس، افت در عملکرد، و در نهایت از دست دادن علاقه در زمینه مربوطه شود.
بر طرفداران تهدید کلیشه این انتقاد وارد شده‌است که در اهمیت تهدید کلیشه به عنوان توضیح شکاف‌های عملکرد در دنیای واقعی اغراق به خرج داده‌اند و شواهد را بیشتر و قطعی تر از آنچه که هست نمایش داده‌اند.

## مطالعات اولیه
در سال ۱۹۹۵، کلود استیل و جاشوا آرونسون با انجام اولین آزمایش‌ها نشان دادند که تهدید کلیشه می‌تواند عملکرد ذهنی افراد را تضعیف کند. برای این کار، آن‌ها از یکسری دانش آموز کالج آمریکایی-اروپایی و آمریکایی-آفریقایی تست یک بخش شفاهی مشکل از آزمون جی-آر-ای را گرفتند. همان‌طور که بر اساس میانگین‌های ملی انتظار می‌رفت، دانشجویان آمریکایی-آفریقایی عملکرد ضعیفتری در آزمون از خود نشان دادند. سپس استیل و آرونسون دانش آموزان را به سه گروه تقسیم کردند: گروه تحت تأثیر تهدید کلیشه (که برای آن‌ها این آزمون به عنوان "تشخیص توانایی فکری" آن‌ها توصیف شده بود)، گروه مستقل از تأثیر تهدید کلیشه (که برای آن‌ها این آزمون به عنوان "یک حل مسئله کلاسی مطرح شده بود که قرار نیست برای تشخیص توانایی افراد به کار برود")، و گروه سوم (که در آن دوباره گفته شد این آزمون برای تشخیص توانایی آن‌ها نیست، ولی از آن‌ها خواسته شد به این آزمون دشوار به عنوان یک چالش نگاه کنند). به هر سه گروه سؤال‌های یکسانی داده شد.
در مقایسه با نمرات قبلی، گروه سوم به‌طور قابل توجهی بهتر از دو گروه اول عمل کردند. در آزمایش اول، اهمیت اثر متقابل نژاد-شرایط به صورت لب مرزی دیده می‌شد. در حالیکه، در آزمایش دوم همان مقاله، اثر متقابل قابل توجهی بین نژاد و شرایط افراد مشاهده شد. این نتایج نشان می‌داد که آمریکایی‌های آفریقایی تبار به‌طور قابل توجهی در مقایسه با اروپایی-آمریکایی‌ها تحت تأثیر شرایط قرار گرفته‌اند، وقتی که احساس کرده‌اند مورد بررسی و مقایسه‌اند.
استیل و آرونسون به این نتیجه رسیدند که تغییر در نحوه مطرح کردن و گرفتن آزمون می‌تواند باعث کاهش نگرانی دانشجویان آمریکایی آفریقایی تبار در این شود که آن‌ها تأییدی بر کلیشه‌های منفی در مورد گروه خود هستند. مسئله دیگری که این نتیجه‌گیری را تصدیق می‌کرد این بود که آن‌ها دریافتند که دانشجویان آمریکایی آفریقایی تباری که این آزمون را معیاری برای سنجش هوش خود تلقی کرده بودند، بیشتر دچار افکار مربوط به کلیشه‌های منفی گروه خود شده بودند. استیل و آرونسون این نتیجه را از طریق طراحی یک تست تکمیل کلمه به دست آوردند. آن‌ها دریافتند که آمریکایی‌های آفریقایی تبار که این آزمون را سنجش هوش خود تجسم کرده بودند، بیشتر احتمال داشت که برای تکمیل قطعات از کلماتی استفاده کنند که مرتبط با کلیشه‌های منفی آن‌ها بود
(به عنوان مثال تکمیل"--مب" با "دامب (کند ذهن) " به جای "نامب (بی‌حس)").

## مطالعات تجربی بیشتر
تا کنون بیش از ۳۰۰ مقاله در ارتباط با اثرات تهدید کلیشه بر روی عملکرد در زمینه‌های مختلف چاپ شده‌است.
به نظر می‌رسد که شدت این اضطراب بستگی به نحوه مطرح کردن مسئله دارد. اگر مسئله به صورتی خنثی مطرح شود، احساس خطر ناشی از کلیشه به احتمال زیاد رخ نمی‌دهد، در صورتی که اگر مسئله تحریک‌کننده و یادآور کلیشه‌های وارد بر شخص باشد، آن شخص به احتمال زیاد عملکرد بدتری در حل مسئله از خود نشان می‌دهد. به عنوان مثال، در یک تحقیق بر روی بازی شطرنج مشاهده شد که زنان شرکت‌کننده عملکردی ضعیف تر از حد انتظار از خود نشان می‌دادند وقتی که به آن‌ها گفته می‌شد که حریف سوی دیگر بازی مرد است. این در حالی بود که زنانی که می‌دانستند در مقابل یک حریف زن بازی می‌کنند، عملکردی از خود نشان می‌داند که مطابق با پیش‌بینی‌های حاصل از رتبه‌بندی گذشته آن‌ها بود.
جالب اینکه شرکت کنندگان زنی که این کلیشه با آن‌ها مطرح می‌شد که زنان عملکرد ضعیف تری از مردان در شطرنج دارند، بازی‌های بدتری را از خود ارائه می‌کردند.
حتی فقط حضور افراد دیگر می‌تواند این حس اضطراب را فعال کند. در یک آزمایش، زنانی که در یک امتحان ریاضی همراه با دو زن دیگر شرکت کرده بودند، به ۷۰ ٪ از سؤال‌ها پاسخ درست دادند، در حالی که زنانی که در یک آزمون مشابه در حضور دو مرد شرکت کرده بودند به‌طور متوسط نمره ۵۵ ٪ رسیدند.
ویشال گوپتا، دانیل توربان و ناچیکت هاو، این تحقیقات را به زمینه کارآفرینی نیز گسترش دادند، حرفه‌ای که به‌طور سنتی مردانه تلقی می‌شود. مطالعه آن‌ها نشان داد که وجود همین کلیشه‌ها می‌تواند اهداف کارآفرینی زنان را کاسته و در عین حال باعث افزایش علایق و تلاش مردان در این زمینه شود. با این حال، زمانی که برای افراد شرکت‌کننده در تحقیق، کارآفرینی به عنوان حرفه‌ای مطرح می‌شود که مستقل از جنسیت افراد است، مردان و زنان میزان مشابه‌ای از علاقه به کارآفرین بودن از خود نشان می‌دهند.
تحقیقی دیگر این مسئله را روی بازی گلف امتحان کرد. این آزمون به دو عنوان مختلف تست " توانایی ورزشی طبیعی" یا تست " هوش ورزشی " شخص مطرح شد. هنگامی که این تست به عنوان تست توانایی ورزشی افراد مطرح می‌شد، دانش آموزان اروپایی-آمریکایی عملکرد بدتری داشتند، و زمانی که به عنوان سنجش هوش، دانشجویان آمریکایی-آفریقایی ضعیف تر عمل می‌کردند.
مطالعات دیگر نشان داده‌اند که چگونه مبحث تهدید کلیشه می‌تواند تأثیر منفی روی عملکرد آمریکایی-اروپایی‌ها در زمینه‌های ورزشی و همچنین عملکرد مردان در زمینه حساسیت‌های اجتماعی بگذارد. اگر چه نحوه مطرح کردن یک مسئله می‌تواند باعث اضطراب ناشی از تهدید کلیشه در اکثر انسان‌ها شود، اما به نظر می‌رسد که اثرش روی برخی افراد بیشتر از دیگران است. افرادی که به طرز قوی تری بیانگر کلیشه‌های مورد نظر هستند به نظر می‌رسد که آسیب‌پذیری بیشتری نسبت به افرادی دارند که خود را خیلی به گروه منتسب به این کلیشه‌ها مرتبط و متعلق نمی‌دانند.
دزرت، پراکس و ژاند در سال ۲۰۰۹ تحقیقی انجام دادند برای بررسی این موضوع که آیا کودکانی که از گروه‌های اجتماعی-اقتصادی پایین‌تری هستند تحت اضطراب‌های ناشی از تهدید کلیشه قرار دارند. این تحقیق کودکان ۷–۶ ساله را با کودکان ۹–۸ ساله از مدارس ابتدایی مختلفی مورد مقایسه قرار می‌داد. به این کودکان تست ماتریس ریون، که یک آزمون توانایی‌های فکری است، داده شد. به یک گروه از کودکان توضیحاتی داده شد مبنی بر اینکه این تست یک روش ارزیابی است و به گروه دیگر این‌طور منتقل شد که این یک تست بدون هدف ارزیابی است. به گروه "ارزیابی شده" دستورالعمل‌ها طوری داده شد که معمولاً برای تست ریون داده می‌شود، در حالیکه برای گروه "غیر ارزیابی شده " راهنمایی‌ها طوری بود که تست را بیشتر شبیه یک بازی ساده جلوه می‌داد. نتایج نشان داد که اولاً دانش آموزان کلاس سوم همان‌طور که انتظار می‌رفت عملکرد بهتری از کلاس اولی‌ها در آزمون داشتند. به علاوه، مشاهده شد که در آزمون‌های "ارزیابی شده" کودکان با شرایط اجتماعی-اقتصادی پایین‌تر عملکرد ضعیفتری نسبت به کودکان با وضعیت اجتماعی-اقتصادی بالاتر دارند. این نتایج نشان می‌دهد که نحوه ارائه مسئله به کودکان می‌تواند تأثیر بیشتری بر عملکرد آن‌ها داشته باشد تا وضعیت اجتماعی-اقتصادی آنها. این نکته با توجه به تفاوت نوع دستورالعمل‌هایی که به دانش آموزان داده می‌شد نشان داده شد. آگاهی داشتن از این اثرات می‌تواند در نحوه تنظیم کلاس درس و کمک به بهبود عملکرد دانش آموزان با وضعیت اجتماعی-اقتصادی پایین‌تر مفید باشد.
مطالعاتی نیز در مورد اثرات تهدید کلیشه در ارتباط با سن افراد انجام شده‌است. یکی از این تحقیقات بر روی ۹۹ فرد سالمند در محدوده سنی ۷۵–۶۰ سال انجام شد. به این سالمندان آزمون‌های متعددی مرتبط با عوامل و مقوله‌هایی مانند حافظه و توانایی‌های فیزیکی داده شد. از آن‌ها همچنین خواسته شد تا ارزیابی ای از باور خود نسبت به تناسب فیزیکی شان ارائه کنند و همچنین مقاله‌هایی را مطالعه کنند که بیانگر دیدگاه‌های مثبت و منفی در مورد سالمندان هستند. به علاوه آن‌ها در شرایطی قرار داده شدند که شخص دیگری را هم در حال خواندن مقاله‌های مشابه ببینند. هدف از این مطالعه، بررسی این مسئله بود که آیا نگرش دادن به شرکت کنندگان قبل از آزمون، در عملکرد آن‌ها تأثیری می‌گذارد. نتایج نشان داد که گروه تحت کنترل (بدون اعمال نگرش) بهتر از دو گروهی که با دیدگاه‌های منفی یا مثبت قبل از آزمون آماده شده بودند عمل کردند. ظاهراً گروه کنترل شده از احساس اعتماد به نفس بیشتری در توانایی‌های خود نسبت به دو گروه دیگر برخوردار بوده‌است.

## استفاده برای تقویت و بهبود عملکرد
مفهوم تهدید کلیشه بیشتر به این مسئله نگاه می‌کند که چگونه کلیشه سازی‌ها به عملکرد افراد ضربه می‌زند. با این حال، به‌کارگیری مؤثر و مثبت کلیشه‌ها می‌تواند در موقعیت‌های خاص به بهبود عملکرد افراد منجر شود (از طریق استفاده از کلیشه برای تقویت و بهبود). به این صورت که مطرح کردن یک کلیشه منفی در مورد گروه اشخاص مقابل می‌تواند عملکرد خود آن‌ها را افزایش دهد.

## مکانیزم عملکرد
اگر چه تاکنون مطالعات متعددی اثرات تهدید کلیشه بر عملکرد را نشان داده‌اند، اما اینکه عوامل شناختی زمینه ساز این اضطراب و اثرات آن‌ها چه هستند سؤالی است که هنوز مورد بررسی است. استیل و آرونسون در ابتدا بر این باور بودند که تلاش برای سرکوب افکار مربوط به کلیشه منجر به اضطراب و محدود شدن توجه شخص می‌شود. این امر می‌تواند باعث نقص عملکردی بوده باشد که در افراد مشاهده شده‌است. در سال ۲۰۰۸، تونی اشمادر، مایکل جان، و چاد فوربس مدلی یکپارچه از تهدید کلیشه ارائه کردند که روی سه عامل به هم وابسته تأکید می‌کرد:
ایجاد استرس
نظارت بر عملکرد، که باعث محدود شدن توجه می‌شود
تلاش برای سرکوب افکار و احساسات منفی.
اشمادر و همکارانش پیشنهاد می‌دهند که این سه عامل می‌توانند به صورت خلاصه بیانگر الگوی شواهدی باشند که در طی آزمایش‌های گذشته جمع‌آوری شده‌اند. به عنوان مثال، مطالعات نشان می‌دهد که تهدید کلیشه موجب اختلال در حافظه کاری و عملکرد اجرایی،
افزایش برانگیختگی،
بالا بردن حساسیت (خود آگاهی) در مورد عملکرد خود،
شده و باعث می‌شود افراد نیاز به سعی برای سرکوب افکار منفی و همچنین احساسات منفی خود مانند اضطراب داشته باشند.
انسان از یک مقدار محدود از سورس شناختی (کاگنیتیو) برخوردار است. هنگامی که بخش بزرگی از این منبع را صرف تمرکز بر اضطراب و عملکرد تحت فشار کند، به احتمال زیاد کاری را که مشغول آن است به نحو بدتری انجام می‌دهد.

## عواقب دراز مدت و دیگر موارد
کاهش کیفیت در عملکرد، شناخته شده‌ترین اثر تهدید کلیشه است. علاوه بر این، تحقیقات نشان داده است که تهدید کلیشه‌ها می‌تواند باعث شود افراد خود را برای شکست هایشان سرزنش کنند،
به نقص یابی در خود بپردازند،
ارزش و اعتبار وظایف عملکرد خود را خفیف بشمارند،
از گروه‌های کلیشه‌ای منفی فاصله بگیرند،
و از موقعیت‌هایی که تحت عنوان این تهدید مطرح می‌شود گریزان باشند.

## راهکارها
تا کنون تحقیقات زیادی در راستای پیدا کردن راه‌هایی برای بالا بردن نمرات آزمون و پیشرفت تحصیلی دانش آموزان در گروه‌های کلیشه‌ای منفی شده‌است. در یک تحقیق، تنها آموزش دادن دختران دربارهٔ وجود پدیده تهدید کلیشه و اثرات آن بر عملکرد، توانست شکاف جنسیتی پیش‌بینی شده در یک آزمون ریاضی مشکل را از بین ببرد.
آگاه کردن افراد از این واقعیت که آن‌ها لزوماً به خاطر وجود یک کلیشه و باور منفی قرار نیست عملکرد بدی داشته باشند، می‌تواند باعث بهبود عملکرد آن‌ها شود. رویکرد دوم این است که به افراد این آگاهی را داد که هوش شکل پذیر و قابل انعطاف است و می‌تواند از طریق تلاش افزایش پیدا کند. اگر افراد به این باور پیدا کنند که می‌توانند با تلاش عملکرد خود را بهبود بخشند، به احتمال زیاد به این باور می‌رسند که می‌توانند بر کلیشه‌های منفی خود غلبه کرده و عملکرد خوبی از خود نشان دهند.
نوع سوم اصلاح این رفتار ترغیب این افراد برای انجام پروسه‌ای به نام خود-تصدیقی است، که در آن شخص در مورد چیزی که برایش ارزش دارد می‌نویسد. در سال ۲۰۰۶، جفری کوهن، خولیو گارسیا، نانسی آپفل، و آلیسون مستر نشان دادند که یک تمرین خود-تصدیقی (به شکل یک نوشته کوتاه در کلاس) به‌طور قابل توجهی توانست نمرات دانش آموزان یک مدرسه راهنمایی آمریکایی‌های آفریقایی تبار را بهبود داده، و شکاف نژادی موجود را بتا حد ۴۰ ٪ کاهش دهد. کوهن و همکارانش پیشنهاد کرده‌اند که استفاده از مداخلات اجتماعی روانی کوتاه و هدفمند می‌تواند شکاف نژادی را تا حدودی بهبود بدهد.
یکی از این مداخلات و راه حل‌ها روی دانشجویان پزشکی در بریتانیا انجام شد. به این دانشجویان یک تمرین نوشتن و یک ارزیابی بالینی داده شد. برای نوشتن دانش آموزان سفید عملکرد بدتری در مقابل دانش آموزان اقلیت از خود نشان دادند. در حالی که برای ارزیابی بالینی، هر دو گروه عملکرد خود را بهبود داده و به تفاوت‌های نژادی موجود حایل آمدند.
فرصت دادن به شرکت کنندگان برای تفکر مثبت یا برای ارتباط یک ویژگی مثبت به خود پیش از تکمیل کار، به نظر می‌رسید که آن‌ها را کمتر در معرض خطر کلیشه قرار داده است.
راهکار چهارم برای غلبه بر تهدید کلیشه این است که احساس شخص در تعلق اجتماعی به دنیای آکادمی را افزایش داد. گرگ والتون و جفری کوهن قادر به افزایش نمرات دانشجویان آمریکایی آفریقایی تبار، و همچنین از بین بردن شکاف دستاوردهای نژادی در سال اول دانشگاه شدند، با گفتن این نکته به شرکت کنندگان که نگرانی در مورد تعلق اجتماعی به نظر می‌رسد که با گذشت زمان در حال کاهش است.
اگر به افراد اجازه داده شود که احساس کنند متعلق و پذیرفته شده در گروه مورد علاقه‌شان هستند، آن‌ها به احتمال زیاد قادر خواهند بود که از کلیشه‌ها چشم پوشی کنند. اگر دانشجویانی که در اقلیت قرار دارند در آکادمیا مورد استقبال بهتری قرار بگیرند، احتمال اینکه کلیشه‌های منفی موجود بر عملکردشان اثر بگذارند کمتر می‌شود.

## انتقادات
بر توضیحی که تهدید کلیشه روی شکاف دستاوردها می‌دهد، انتقاداتی نیز وارد شده‌است. به گفته پل ساکت، چایترا هاردیسون، و مایکل کالن، هم رسانه‌ها و هم ادبیات پژوهشی به اشتباه نتیجه گرفته‌اند که از بین بردن تهدید کلیشه می‌تواند به‌طور کامل تفاوت در عملکرد آزمون موجود بین افراد اروپایی-آمریکایی و آفریقایی-آمریکایی را از بین ببرد.
به عنوان مثال، ساکت و همکاران اشاره کرده‌اند که در مقاله استیل و آرونسون (۱۹۹۵) در آزمایشی که در آن تهدید کلیشه حذف شد، شکاف دستاورد باقی‌مانده همچنان در ابعادی است که به‌طور معمول بین میانگین نمرات آفریقایی-آمریکایی و اروپایی-آمریکایی‌ها در آزمون‌های استاندارد در مقیاس بزرگ گزارش می‌شود (در حدود یک انحراف استاندارد). در مکاتبات بعدی بین ساکت و همکارانش با استیل و آرونسون، ساکت و همکارانش نوشتند که «آنها [استیل و آرونسون] موافق آن هستند که تعبیر نادرستی از نتایج آن‌ها است اگر نتیجه بگیریم که از بین بردن تهدید کلیشه باعث حذف شکاف آزمون نمره بین آمریکایی‌های آفریقایی و سفید می‌شود».